# Пустиња Дахна
Пустиња Дахна (арап. الدهناء) представља средишњи део Арабијске пустиње. То је појас пешчаног тла у облику лука који повезује пустињу Нефуд на северу са пустињом Руб ал-Хали на југу. Њена дужина премашује 1.000 километара, пружајући се дуж источне стране планине Туваик, а ширина јој не прелази 80 километара. Географски, сматра се границом која раздваја провинцију Ал-Ахса од области Наџд. Пустиња Дахна стога представља везу која спаја велике пустиње Саудијске Арабије.
Пустиња је сачињена од низа од седам узастопних пустиња, међусобно раздвојених равницама. Кроз Дахну пролазе путеви који повезују Кувајт са Ел Зулфијем и Ријадом, као и Ријад са Хасом.
Пустиња Дахна се састоји од високих пешчаних дина које се простиру у хоризонталним линијама, познатих под именом урук (арап. عروق, ʿUrūq). Песак је претежно црвен због садржаја оксида гвожђа.

## Пећине
Испод сурових пустиња Саудијске Арабије налазе се тамне коморе и сложени лавиринти испуњени кристалним структурама, сталагмитима и сталактитима. Кречњачко тло платоа Суман, крастног подручја које се налази источно од пустиње Дахна, препуно је оваквих пећина, локално познатих као дахле (арап. دحل). Неке од ових пећина имају мале улазе који воде у унутрашњост, док друге воде у мреже пролаза које могу бити дуге неколико километара. Локални бедуини одувек су знали за ове пећине, а неке од њих су се користиле као извори воде.
Систематска истраживања ових пећина започета су 1981. године, а касније их је истраживала и документовала Саудијска геолошка служба.